# William Gregor
William Gregor (Trewarthenick, 25 dicembre 1761 – 11 luglio 1817) è stato un presbitero e mineralogista britannico, famoso per aver scoperto il metallo titanio nel minerale ilmenite nel 1791.

## Vita
Gregor nacque nella località di Trewarthenick, presso il villaggio di Tregony, in Cornovaglia, figlio di Francis Gregor e Mary Copley. Studiò alla Bristol Grammar School, dove iniziò a interessarsi di chimica. In seguito frequentò il St John's College (Cambridge). Nel 1787 ricevette gli ordini della Chiesa anglicana e divenne vicario a Diptford nel Devon. Nel 1790 sposò Charlotte Anne Gwatkin; dal matrimonio nacque una figlia, Charlotte-Ann. Dopo un breve periodo passato a Bratton Clovelly, nel 1793 la famiglia si trasferì definitivamente nella canonica di Creed, in Cornovaglia. Gregor rimase a Creed per tutto il resto della sua vita. Morì di tubercolosi nel 1817 e fu sepolto a Creed. Non esistono suoi ritratti.

## Ricerche

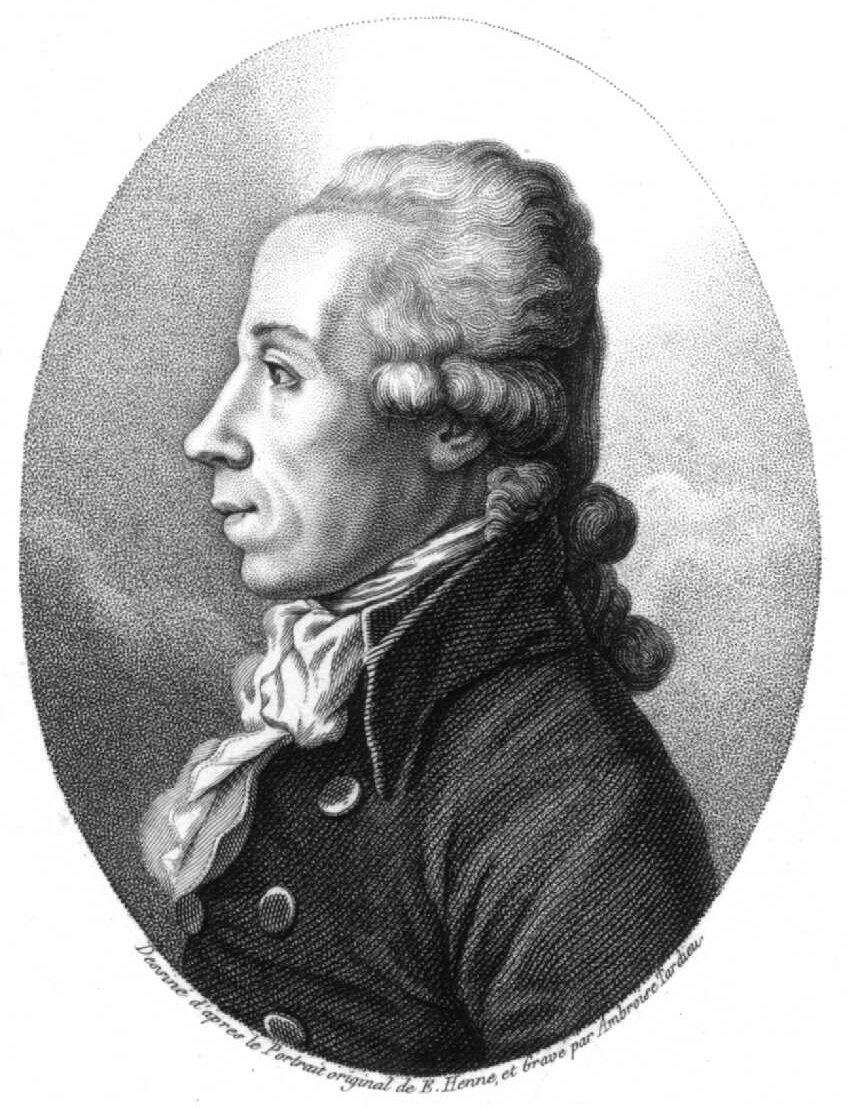
Martin Heinrich Klaproth, scopritore anch'egli dello stesso metallo

Senza trascurare i suoi doveri parrocchiali, Gregor fece una serie di analisi sorprendentemente accurate su vari minerali della Cornovaglia. Il suo risultato più importante derivò dall'analisi di un campione di ilmenite raccolto in un ruscello nei pressi del villaggio di Manaccan. Gregor ne isolò l'ossido di un metallo sconosciuto che propose di chiamare menacanite o menachina. I risultati furono pubblicati nel 1791. Nel 1795 Martin Heinrich Klaproth riscoprì lo stesso metallo nel minerale rutilo e lo chiamò titanio. Alla fine Klaproth convenne che Gregor avesse scoperto per primo il nuovo metallo, che mantenne però il nome scelto da Klaproth. In seguito Gregor trovò titanio in un campione di corindone proveniente dal Tibet, e in una tormalina proveniente da una locale miniera di stagno.

## Riconoscimenti
Gregor divenne membro onorario della Geological Society of London nel 1807 e della Royal Geological Society of Cornwall nel 1814. Oltre che per le sue ricerche di mineralogia, Gregor fu noto anche come pittore di paesaggi, incisore e musicista.